# 蒼柩的青金石
《蒼柩的青金石》（蒼柩のラピスラズリ）是朝野始所創作，菊池政治負責插圖的日本輕小說作品。2012年9月開始由MF文庫J負責發售，中文版則由尖端出版社負責。
本作是『迷茫管家與膽怯的我』・『推薦一起共度初體驗的她』之後，朝野始的第三部作品，也是他和菊池政治合作的第二部作品。
漫畫版由『月刊Comic Alive』6月號開始連載到2014年2月號結束。漫畫作者為吉岡公威。

## 故事簡介
高中生過峰冬夜因為父親突然留了一張紙條要他回本家去打招呼，因此回到故鄉音原市去，但才剛來不久就被神秘的重鎧騎士給襲擊，在千鈞一髮之際被堂親過峰真由香所救。
回到本家後從堂姐過峰梨央口中得知了包括重鎧騎士在內，共有99件的魔女遺產的事，也同時知道了過峰家在暗中收集這些遺產後加以封印的事實。而從現在負責收集的真由香那知道了其他相關訊息，還知道了父親因為借了5000萬而把他賣給過峰家，要他成為過峰家的傭人的驚愕訊息。
因為冬夜所持有的墜子也是魔女遺產之一，要將其封印時，原本被封印在其中的魔女遺產青金石突然放出光芒，並從原來的蒼柩形態化身為少女。
就這樣，冬夜與三名美少女的同居生活就此開始──

## 登場人物

### 主要人物
過峰冬夜
本作的男主角，高中一年級生。因為父親向本家借債還不起而被賣給本家當傭人。
因為繼承了祖先的魔女濃厚的血脈，因此能令青金石覺醒。母親在幼年時因交通意外身亡，因為母親的遺言是要守護家族而對此非常固執。
是「劍舞士之首飾」和「蒼柩（青金石）」這兩件魔女遺產的雙重持有者。
后成為「月華冰刃」的持有者。
青金石
本作的女主角，魔女遺產No.1。
擁有「封印魔女遺產」、「和魔女遺產進行對話」的能力，沒有戰鬥能力。
原本的形態是有著藍色刻印的棺柩，因為冬夜靠近而覺醒，並變化成身高不滿150公分的嬌小少女模樣。
在66年前被完成，不過中間沉睡了50年，所以現在是16歲。
聽從魔女的遺言，為了幫助持有者冬夜蒐集魔女遺產而提供協助。
小說最後成功集齊所有魔女遺產并為了復活真由香而封印包裹自己在內的所有99魔女遺產（未經使用者（冬夜）同意），將「血核」變成完成品。
喜歡冬夜。
過峰真由香
冬夜的堂親，同為高中一年級生。魔女遺產「月華冰刃」的持有者。為了蒐集魔女遺產而一個人努力中。
因為在三年前的事件中無法保護姐姐的悔恨感，讓她對親近的人的死亡感到非常恐怖，因此對和魔女遺產有關的一切都十分討厭。
沒有劍術上的才能，現在的高超身手是三年來日夜苦練的成果。
從小時候就對冬夜抱有好感，並稱他為「哥哥」。
被「劍舞士之首飾」（薩布里娜）意識所束縛，被打敗后薩布里娜藉由「尸操書」復活并將真由香左胸刺穿帶走生命。
已死亡，現由已是完成品的「血核」維持生命，並與冬夜生了兩個女兒，外貌與拉碧絲和七海相近，小說的解釋稱這是魔女遺產的殘留。
過峰梨央
真由香的姐姐，冬夜的堂姐，高中二年級生。在三年前就因雪奈暴走事件而死亡，但透過了魔女遺產中的人造心臟「血核」（因為未完成所以未列入編號）而復活，但身體就此停止在14歲的狀態。
身上的咒印底下即為人造心臟，因為未完成的緣故，所以進行戰鬥或激烈運動就會損壞而再度死亡。
為了保護家人使用了「月華冰刃」並再次死亡。身體被真由香用「月華冰刃」冰凍起來。意識轉移到了「月華冰刃」上並在大決戰時消耗殆盡。
在再度死亡前曾對冬夜表白，沒收到回復。
雪奈
三年前無意中得到了魔女遺產的「魔狼」的少女，但剛開始時因為無法掌控而暴走，因而殺死了好友梨央。
此事之後對魔女遺產的存在感到憎恨，因此執著於狩獵魔女遺產。所以並不好戰的她看起來就和戰鬥狂無異。
梨英死後繼承了她的意志并嘗試保護辻峰家，左腕被砍從而無法進行再生後死亡。
本命為霧谷雪奈。
霧谷七海
霧谷家的當家。
霧谷艾莉絲
服侍七海的女僕。
為七海使用魔女骨灰而做出來的魔女遺產（人偶），本體為銀色小刀。

### 其他人物
莉莉·瓦倫泰
生於中世紀的歐洲的魔女，魔女遺產的製作者，本作中的「魔女」一詞即是指她。
150年前來到日本，並在此生下兩名女兒。其中一人嫁到了過峰家，所以莉莉是主角冬夜的祖先。另一名女兒則嫁到了霧谷家。
在50年前過世。
冬夜的父親
打工族兼賭徒。
為了賭馬而向本家借了5000萬日圓，因為根本還不起而把兒子冬夜賣給了本家。
給兒子的生日禮物是魔女遺產之一，但怎麼拿到手的經過卻是不明。

## 用語
魔女遺產
被魔女給予了血液的99件古董的稱呼，本來是魔女借給有困難需要幫助的人的道具，每一件都持有特殊的能力。
所有的遺產都被附上號碼，稱為「遺產NO.」，數字越小，魔女給予的血液就越多，能力也越強。
Ⅸ
指擁有個位數編號的九件魔女遺產。
因為被魔女給予了大量的血液，因此魔力強度和其他魔女遺產可說是天差地別。除此之外並擁有兩項能力。
音原市
過峰家本家的所在地，人口約10萬人左右的地方都市。從東京搭電車只要短時間就能到達，位於沿海地區，所以每逢夏天，便會成為家庭與情侶最喜歡的觀光景點。
因為魔女在此施下結界的緣故，因此所有的遺產都無法帶出此市。
過峰家
迎娶了魔女的女兒的家族，是音原市的名門。
在50年前魔女過世後，就在私底下進行蒐集著魔女遺產的第二家業。
霧谷家
迎娶了魔女的另一個女兒的家族，因為兩個女兒彼此間的關係很差，導致現在和過峰家的關係變得很惡劣。
與過峰家同樣在私底下進行蒐集著魔女遺產的第二家業，因為3年前雪奈的暴走事件造成極大的損害，現在已停止此行動。
灰原家
中立方。

## 出版書籍

### 輕小說
| 日文版 | Media Factory              | Media Factory          | 中文版        | 尖端出版      | 尖端出版               |
| 日文版 | 初版發售日期               | ISBN                   | 中文版        | 初版發售日期  | ISBN                   |
| ------ | -------------------------- | ---------------------- | ------------- | ------------- | ---------------------- |
|        | 2012年9月30日（9月25日）   | ISBN 978-4-8401-4822-1 | 蒼柩的青金石  | 2013年9月18日 | ISBN 978-9-5710-5347-9 |
|        | 2013年1月31日（1月25日）   | ISBN 978-4-8401-4964-8 | 蒼柩的青金石2 | 2014年1月15日 | ISBN 978-9-5710-5470-4 |
|        | 2013年4月30日（4月25日）   | ISBN 978-4-8401-5159-7 | 蒼柩的青金石3 | 2014年4月18日 | ISBN 978-9-5710-5547-3 |
|        | 2013年7月31日（7月25日）   | ISBN 978-4-8401-5250-1 | 蒼柩的青金石4 | 2014年8月12日 | ISBN 978-9-5710-5651-7 |
|        | 2013年10月31日（10月25日） | ISBN 978-4-0406-6026-4 | 蒼柩的青金石5 | 2014年12月4日 | ISBN 978-9-5710-5803-0 |
|        | 2014年1月31日（1月24日）   | ISBN 978-4-0406-6214-5 | 蒼柩的青金石6 | 2015年4月9日  | ISBN 978-957-10-5938-9 |
|        | 2014年4月25日              | ISBN 978-4-04-066714-0 | 蒼柩的青金石7 | 2015年7月9日  | ISBN 978-957-10-6039-2 |

### 漫畫
| 日文版 | 月刊Comic Alive            | 月刊Comic Alive        | 中文版        | 尖端Alive     | 尖端Alive           |
| 日文版 | 初版發售日期               | ISBN                   | 中文版        | 初版發售日期  | ISBN                |
| ------ | -------------------------- | ---------------------- | ------------- | ------------- | ------------------- |
|        | 2013年10月31日（10月23日） | ISBN 978-4-8401-5339-3 | 蒼柩的青金石1 | 2014年4月18日 | ISBN：4717702259945 |
|        | 2014年1月31日（1月23日）   | ISBN 978-4-0406-6247-3 | 蒼柩的青金石2 | 2014年7月29日 | ISBN：4717702261313 |

## 備註
1. ↑  蒼柩のラピスラズリ （页面存档备份，存于） MF文庫J オフィシャルウェブサイト
2. ↑  蒼柩のラピスラズリ2 （页面存档备份，存于） MF文庫J オフィシャルウェブサイト
3. ↑  蒼柩のラピスラズリ3 （页面存档备份，存于） MF文庫J オフィシャルウェブサイト
4. ↑  蒼柩のラピスラズリ4 （页面存档备份，存于） MF文庫J オフィシャルウェブサイト
5. ↑  蒼柩のラピスラズリ5 （页面存档备份，存于） MF文庫J オフィシャルウェブサイト
6. ↑  蒼柩のラピスラズリ6 （页面存档备份，存于） MF文庫J オフィシャルウェブサイト
7. ↑  蒼柩のラピスラズリ1 （页面存档备份，存于） 月刊コミックアライブ オフィシャルウェブサイト
8. ↑  蒼柩のラピスラズリ2 （页面存档备份，存于） 月刊コミックアライブ オフィシャルウェブサイト